# Sage Type 2
Il Sage Type 2 fu un biplano da caccia britannico della prima guerra mondiale, rimasto allo stadio di prototipo. Esso era dotato di una cabina di pilotaggio chiusa, elevate prestazioni di volo e un'eccellente manovrabilità.

## Storia del progetto
Prima dello scoppio della prima guerra mondiale la Frederick Sage & Company era specializzata nell'allestimento di negozi e divenne famosa per l'alta qualità delle sue creazioni.
Nel 1915 l'Ammiragliato ordinò alla società di iniziare la produzione di attrezzature aeronautiche, e i primi ordini riguardavano gondole e telai per i dirigibili, mentre alla fine di luglio di quell'anno fu effettuato un ordine per dodici idrovolanti Short 184. La ditta si attrezzò al riguardo, assumendo nel settembre 1915 il noto pilota collaudatore e progettista Eric Gordon England come capo del dipartimento e consigliere di Sage, sotto la cui guida fu formato l'ufficio di progettazione dell'azienda alla fine dell'anno. Successivamente, all'inizio del 1916, venne assunto anche Clifford W. Tinson, ex vice di Frank Barnwell alla Bristol Aeroplane Company.
All'inizio del 1916, l'ufficio di progettazione della Sage & Company iniziò a lavorare sul modello di un nuovo aereo da caccia designato Type 2. I lavori di progettazione e disegno iniziarono sotto la direzione del capo progettista  Clifford W. Tinson, che aveva partecipato alla creazione del caccia biplano Bristol Scout.

## Descrizione tecnica
Il Sage Type 2 era un piccolo biplano, con ali a campata singola a formula sesquiplana, costruito in legno rinforzato con fili metallici, e rivestito in tela. L'ala superiore a due travi era di corda molto ampia, mentre l'ala inferiore a trave singola era estremamente stretta. Il rivestimento del bordo di attacco di entrambe le ali era in compensato. L'aereo era alimentato da un motore rotativo a nove cilindri Gnome Monosoupape, raffreddato ad aria, della potenza di 100 hp (75 kW), azionante un'elica quadripala del diametro di 2,44 m (8 ft 0 in). Molta attenzione era stata prestata alla riduzione della resistenza aerodinamica: il motore rotativo Gnome Monosoupape era coperto da una carenatura molto stretta e l'elica a quadripala era dotata di un gigantesca ogiva semicircolare. Il serbatoio del carburante era montato direttamente sopra la postazione del pilota. L'aereo saliva alla quota di 1.500 m (5,000 ft) in 6 minuti e 30 secondi, a 3.000 m (10.000 ft) in 14 minuti e 45 secondi, e a 4.600 m (15.000 ft) in 35 minuti.
Il pilota e il mitragliere erano posizionati in una cabina chiusa e vetrata che riempiva lo spazio tra la fusoliera e l'ala superiore, e li proteggeva dalle intemperie. A causa della mancanza di un efficace meccanismo di sincronizzazione per sparare attraverso il disco dell'elica con la mitragliatrice, era stato praticato un foro nell'ala superiore sopra il sedile del mitragliere, in modo che quest'ultimo potesse stare con la testa e le spalle sopra l'ala, così da avere un buon campo di tiro a 360° per la sua Lewis, anche in avanti sopra l'elica. Con un limitato campo di tiro la mitragliatrice poteva sparare anche verso il basso.

## Impiego operativo
Il prototipo del Sage Type 2 volò per la prima volta il 10 agosto 1916, dimostrando subito buone prestazioni e ottima manovrabilità, essendo di facile pilotaggio. Durante un volo di prova a Cranwell, il 20 settembre 1916, ci fu un cedimento della cerniera del timone di coda che si ruppe. Il pilota dovette effettuare un atterraggio di emergenza e il velivolo andò distrutto nell'urto contro un albero. Non fu effettuato alcun ulteriore sviluppo, poiché a quel punto il Royal Naval Air Service aveva a disposizione un efficace dispositivo di sincronizzazione e il Sopwith 1½ Strutter era già in servizio.

### Fonti
1. 1 2  Bruce 1957, p. 563.
2. 1 2 3 4 5 6 7 8 9 10  Уголок неба.
3. ↑  Gunston 1995, p. 406.
4. ↑  Bruce 1957, p. 462.
5. ↑  Bruce 1968, p. 94.
6. 1 2  Historynet.
7. 1 2 3 4  Mason 1992, p. 69.
8. 1 2  Bruce 1968, p. 69.